# Musée militaire national (Tunisie)
Le musée militaire national (arabe : المتحف العسكري الوطني) est un musée tunisien présentant l'histoire militaire de la Tunisie, depuis l'époque carthaginoise jusqu'à nos jours.
Ouvert le 24 juin 1989, il se situe dans la ville de La Manouba, plus précisément au sein du Palais de la rose dont il porte parfois le nom.

## Historique
Le palais, appelé également Grand palais ou Borj El Kebir, a été édifié en 1793 sur ordre de Hammouda Pacha comme sa résidence d'été. Il est utilisé plus tard comme résidence des hôtes illustres de la Tunisie, dont l'amiral français Lassègue en 1802 et la reine Caroline de Brunswick en 1816.
À partir de 1839, il devient un quartier de commandement militaire, d'artillerie puis de cavalerie sous l'ordre du général Kheireddine Pacha, un centre réservé aux instructeurs militaires étrangers dont Jean-Baptiste-Marie Campenon et Giuseppe Garibaldi, puis le quartier général des troupes d'occupation françaises à partir de 1881. Par la suite, le bâtiment est occupé successivement par plusieurs corps militaires et menacé de destruction à plusieurs reprises, notamment lors de la Seconde Guerre mondiale.
Après l'indépendance de la Tunisie, des travaux de restauration sont entrepris par le ministère de la Défense, permettant au monument de retrouver sa splendeur initiale. Il est alors décidé de l'aménager pour abriter le musée militaire national, inauguré le 25 juin 1984 et ouvert au public le 24 juin 1989.
À sa construction, le palais comporte un élégant kiosque transféré ultérieurement en haut de la colline du parc du Belvédère ; il est appelé actuellement Koubbet El Haoua.

## Architecture

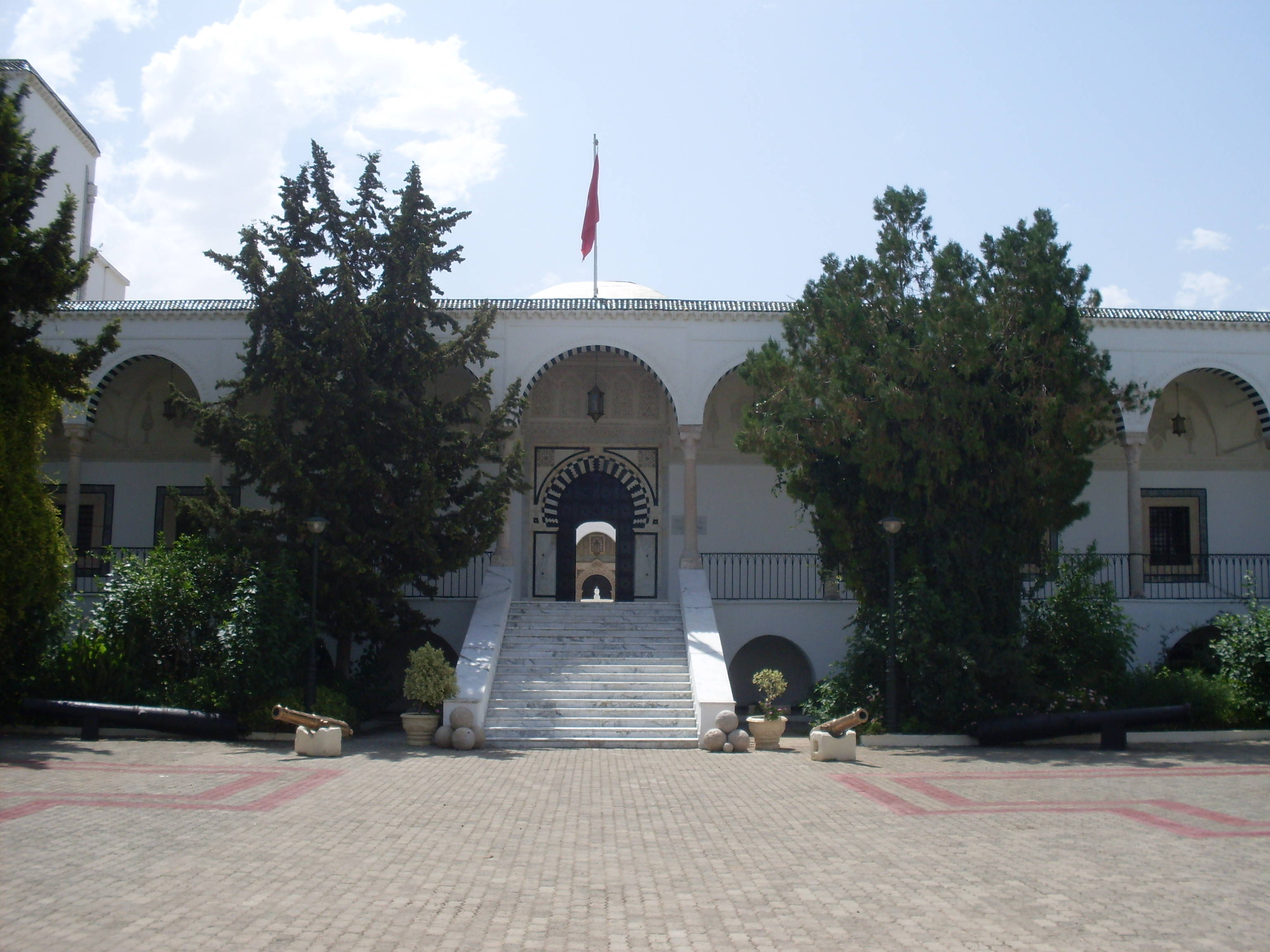
Entrée du palais.

L'accès au palais se fait, via la porte principale, au travers d'un premier jardin et une allée centrale se terminant par la grande porte d'entrée du vestibule (driba). Celle-ci, longue d'une vingtaine de mètres, comporte de part et d'autre de petites cellules avec des banquettes destinées aux visiteurs. La driba se termine par une deuxième porte, ouvrant sur une grande cour pavée de pierres et encadrée par des arcades posées sur des colonnes de marbre. À droite de la cour se situent une petite mosquée précédée d'un patio, un portique à double rangée d'arcades et un grand jardin ; alors que sur la gauche se situent un espace réservé aux services et un bâtiment de deux étages.
Au fond de la cour se dresse le palais lui-même auquel on accède par un escalier accédant à un portique précédant le bâtiment. Les salles du palais sont aménagées autour d'un luxueux patio, centré sur un grand bassin et une fontaine, et entouré d'une galerie sur les quatre côtés. Dès la porte d'entrée franchie, un petit hall permet, par une première porte sur la droite, l'accès à la salle de la justice construite selon une architecture particulière : une forme rectangulaire bordée latéralement par des bancs et des travées supportées par des colonnes de marbre ; le tout forme un portique se terminant en face par une fausse arcade surmontée par un entablement et bordée par des pilastres. Le tout est réalisé en marbre blanc incrusté de marbre polychrome de style typiquement italien.
De part et d'autre du patio se trouvent des appartements typiques avec des chambres en forme de « t » et des maksouras. À l'extrémité du patio s'élève une salle d'honneur de forme en croix, dont le centre est surmonté d'une coupole où est suspendu un grand lustre ; les pièces latérales et de face sont voûtées.
Aussi bien le patio que toutes les salles du palais sont pavées de marbre, les murs sont couverts par des carreaux de céramique en bas et agrémentés de décorations géométriques et végétales en stuc jusqu'au plafond. Toutes les arcades du patio, de la salle de justice, de la cour externe ainsi que de la petite mosquée sont à claveaux noirs et blancs.

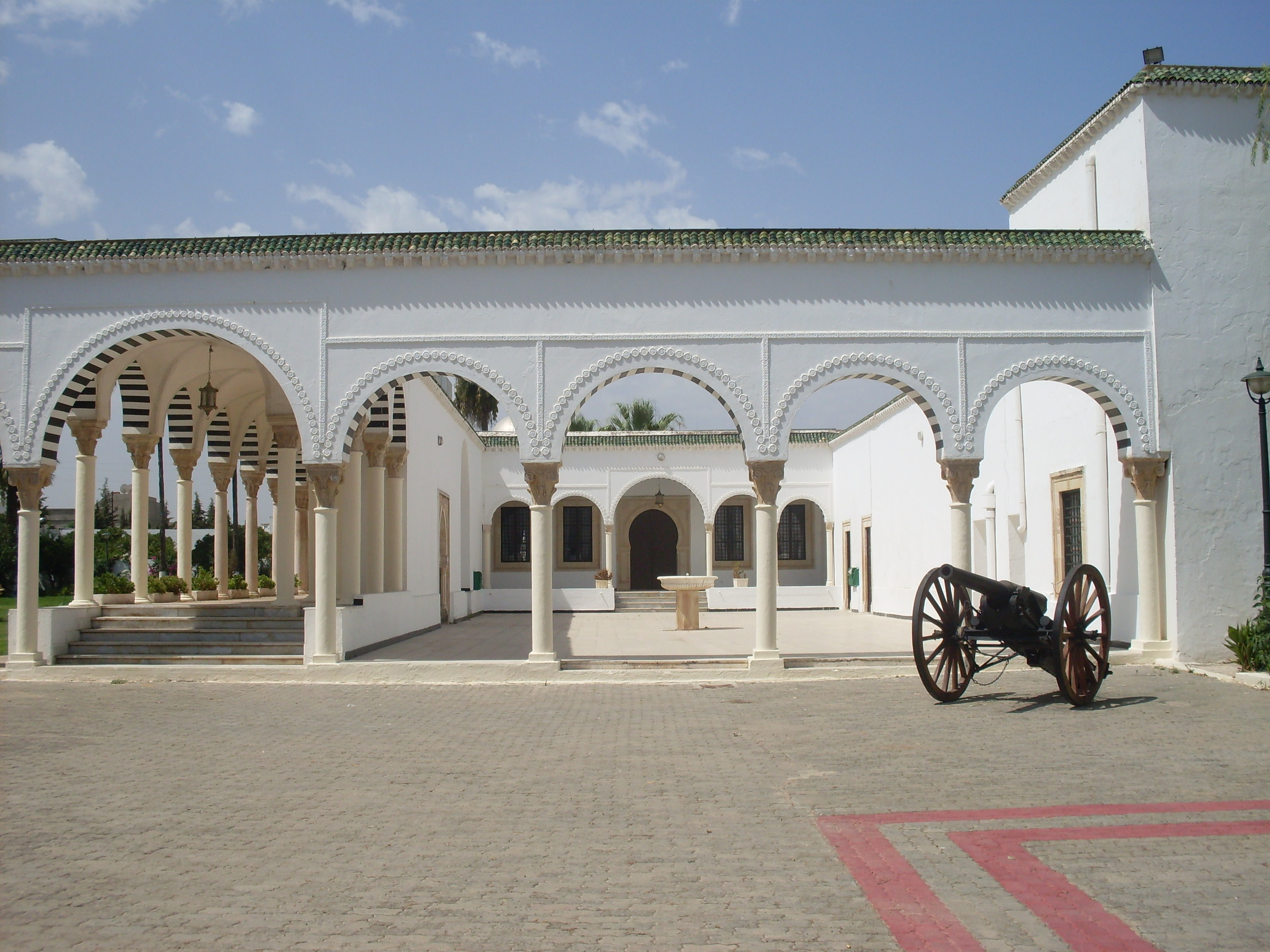
Petite mosquée.
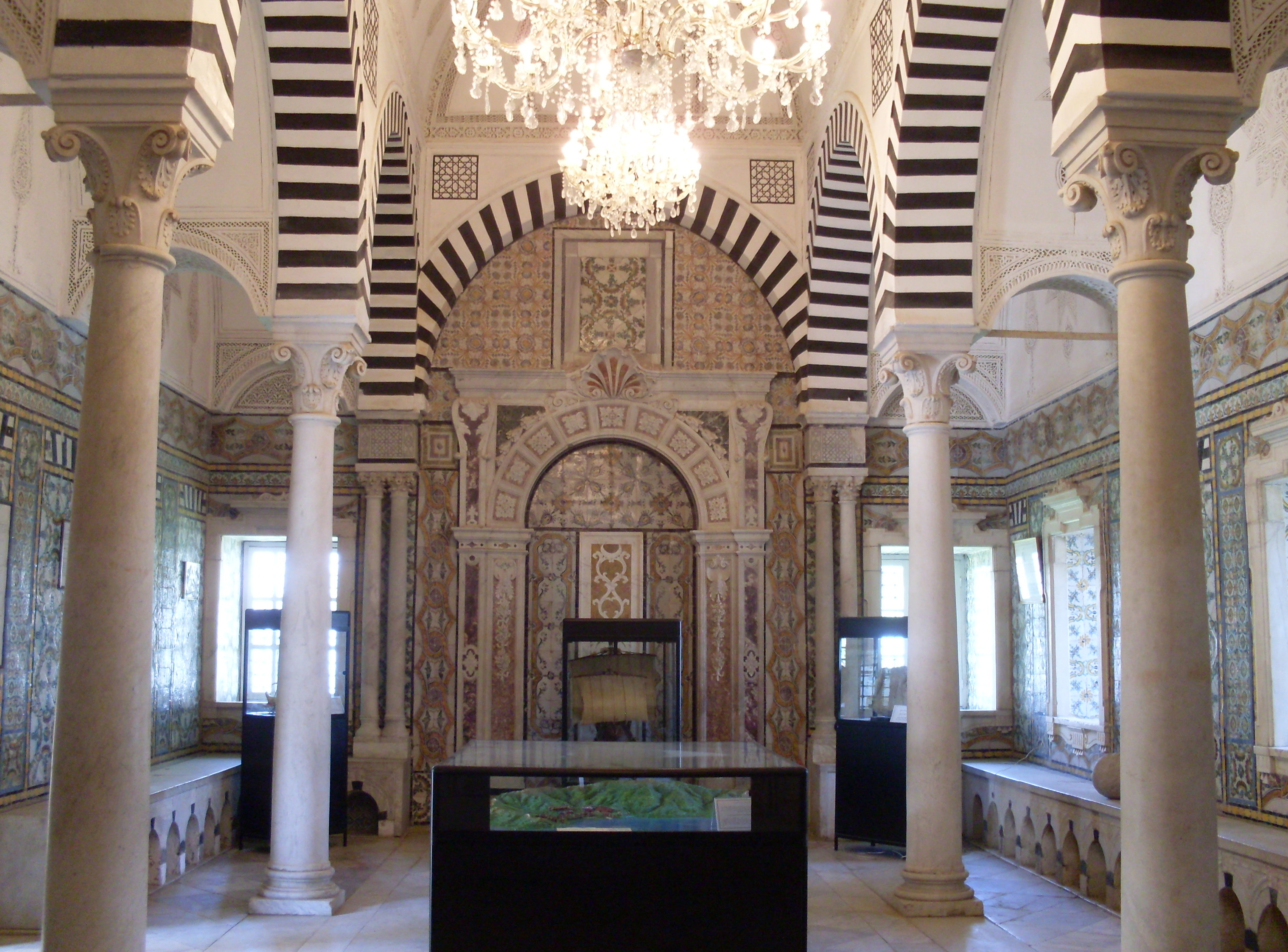
Salle de justice décorée de colonnes, de céramiques, de marbres et d'arcs bichromes.
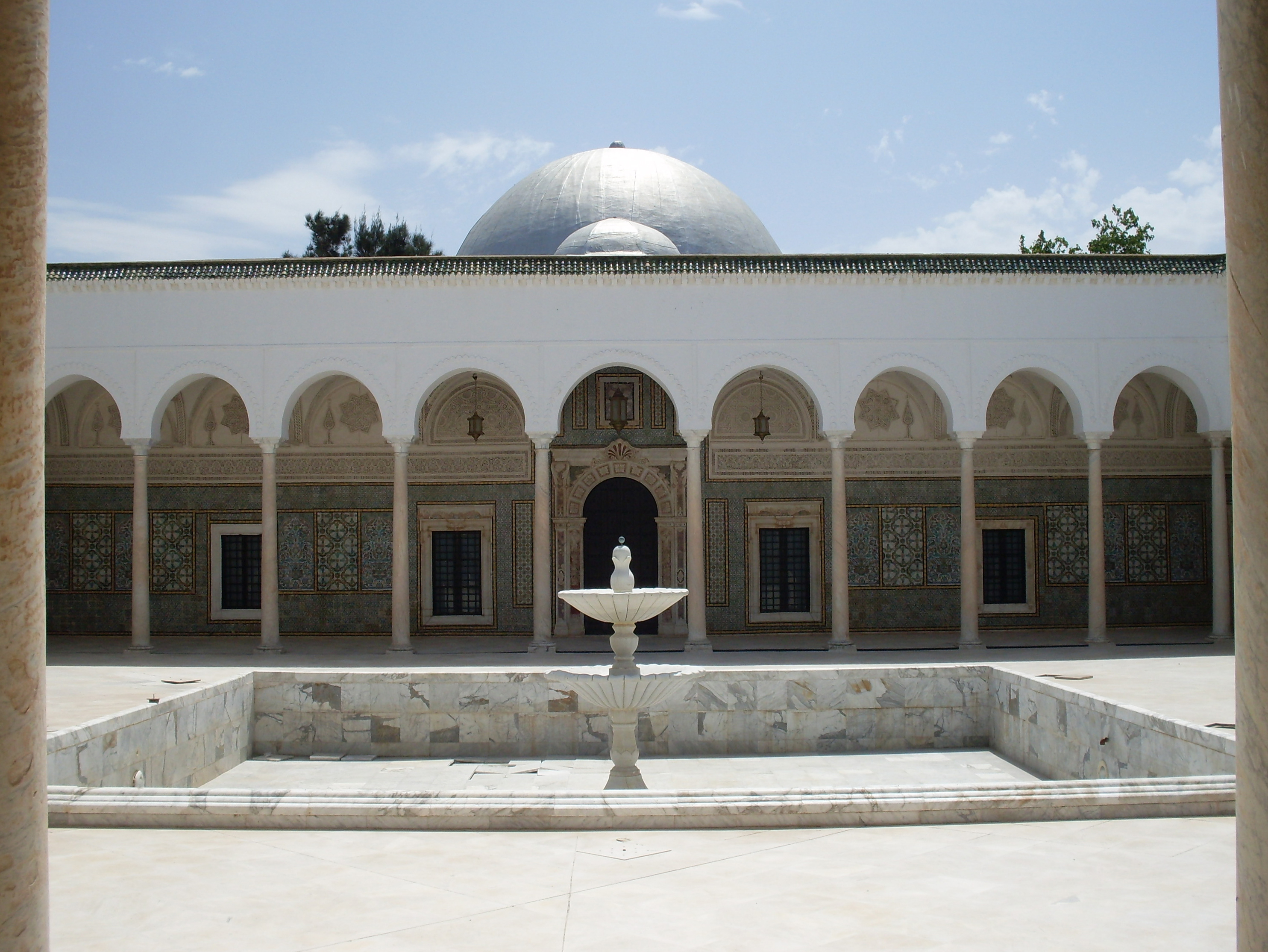
Patio : pavage et bassin en marbre blanc.
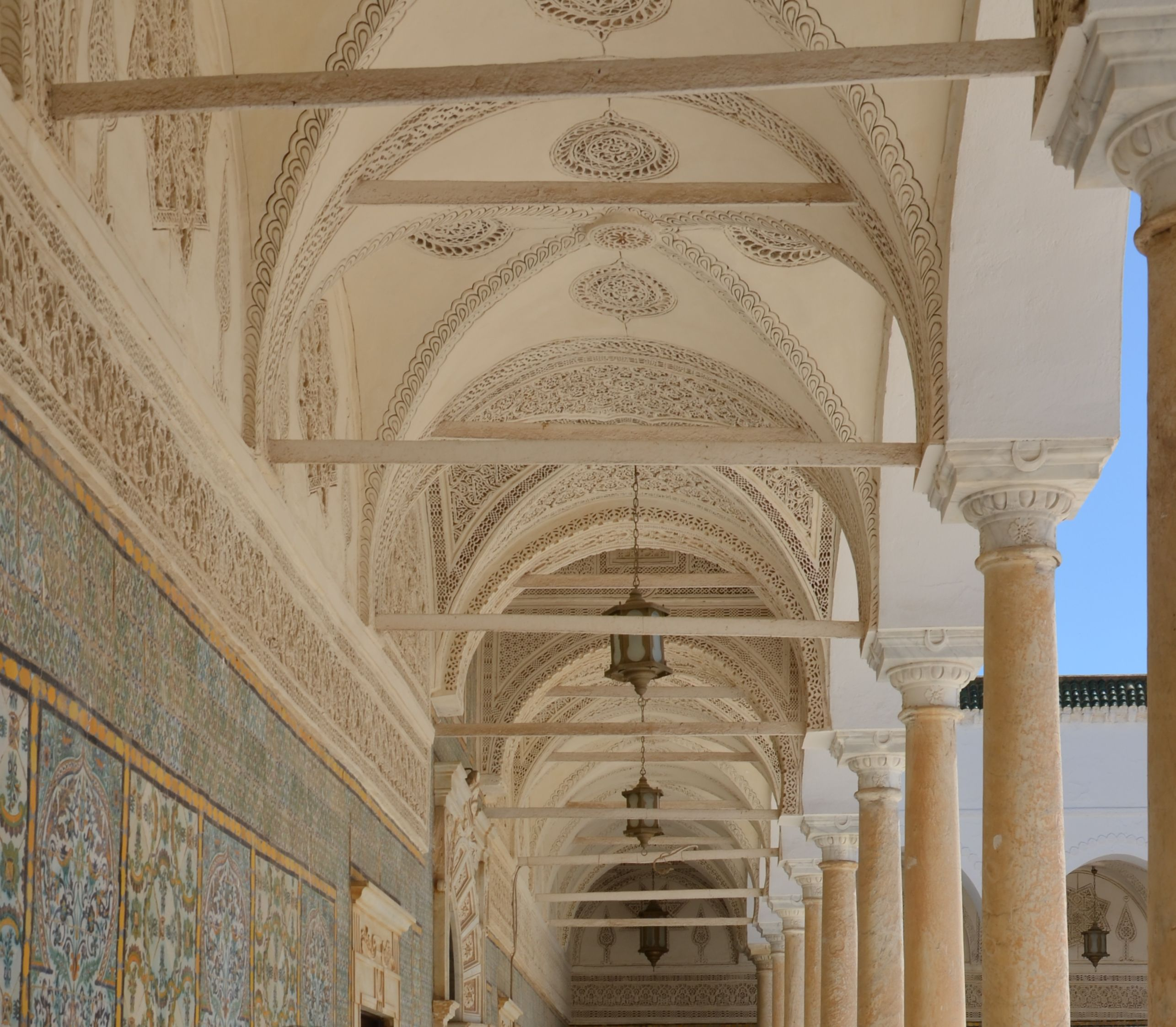
Décors en plâtre sculpté et en céramiques de l'un des portiques du patio.
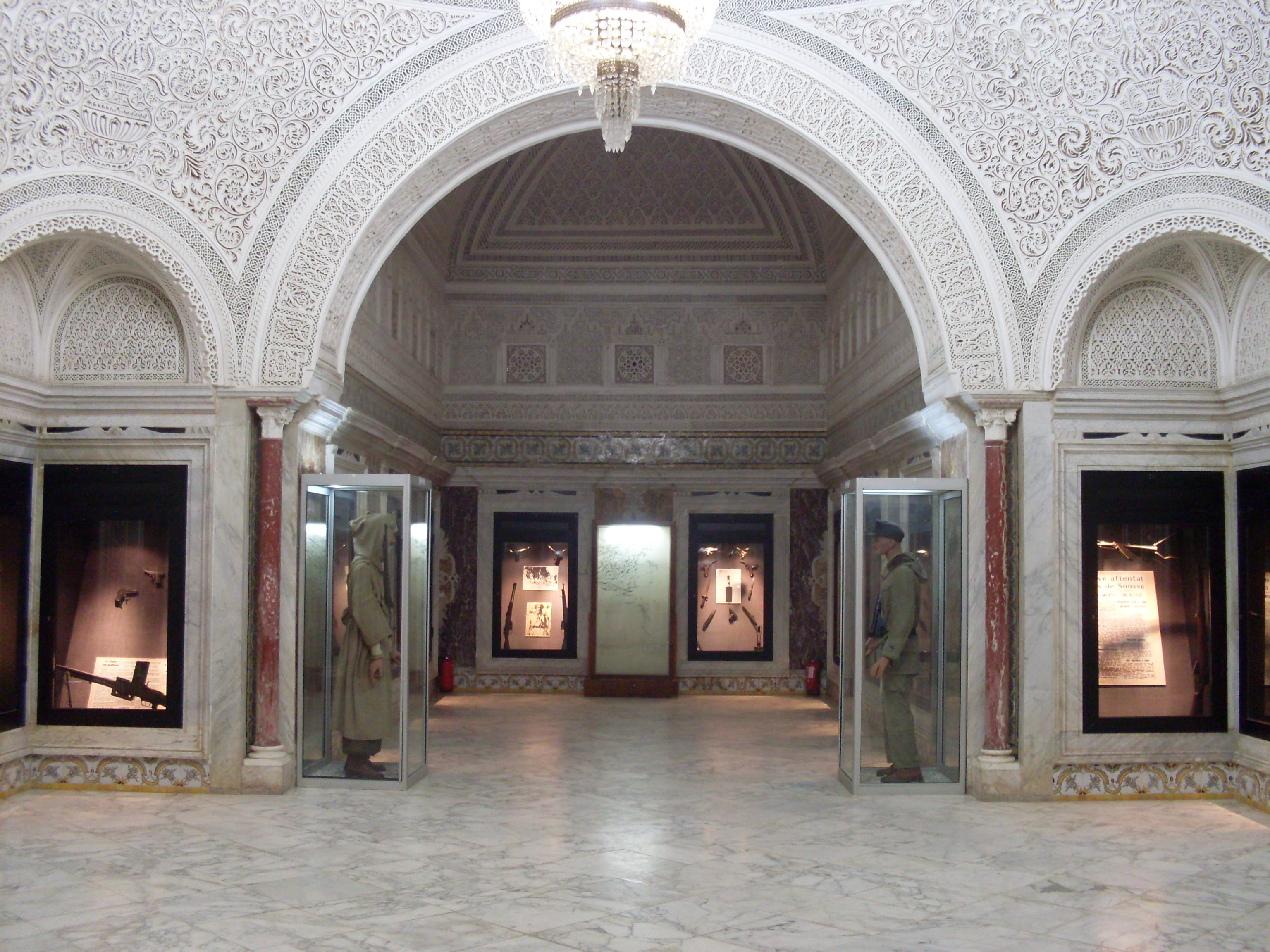
Salle d'honneur richement ornée de stucs ciselés.
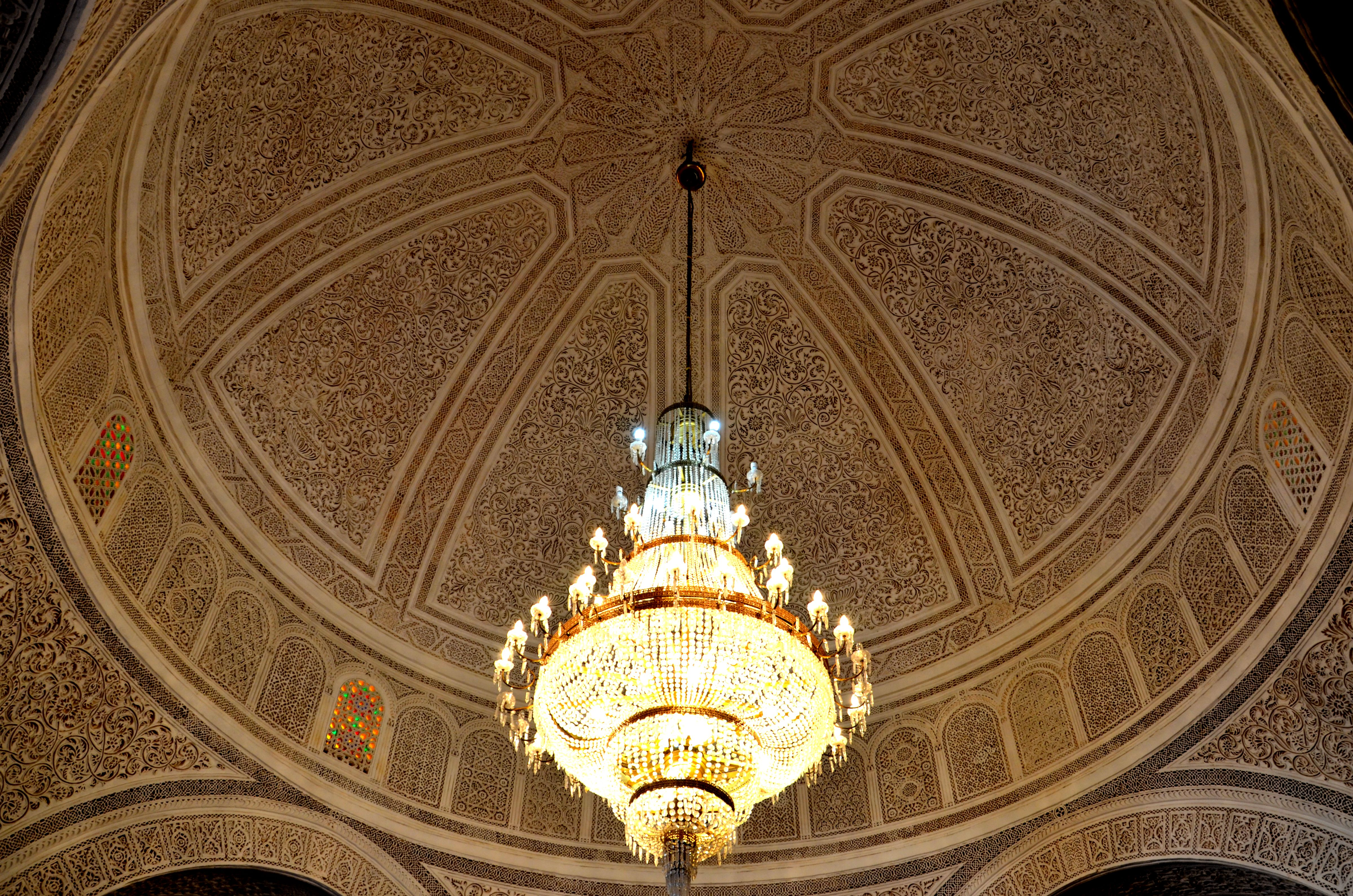
Gros plan sur la coupole de la salle d'honneur.

## Collection
La collection est composée de plus de 23 000 pièces représentatives des différentes périodes de l'histoire militaire du pays, dont des armes de divers types (blanches et à feu, armes lourdes, canons, avions, etc.), des costumes et armures, des schémas des principales batailles et des photos. Les différents éléments de la collection sont présentés dans un ordre chronologique et répartis dans les différentes salles du palais classées en six périodes.
Par ailleurs, une série d'anciens armements lourds sont exposés dans l'allée, la cour extérieure et le jardin du palais dont un char, des canons, des véhicules blindés, des boulets en pierre, un canon antiaérien, un avion de chasse, etc.

### Époques anciennes
Une série de statues en marbre représentent des militaires romains portant des tenues cuirassées. Une maquette représentant la bataille du lac Trasimène et des maquettes de la flotte carthaginoise (galères et birèmes) complètent l'aménagement de la salle de justice.

### Époque de la conquête arabo-musulmane
Une petite salle jouxtant la salle de justice présente des photos et des illustrations de la conquête arabo-musulmane, reprenant la hiérarchie militaire des différentes dynasties, ainsi que des copies des conventions conclues entre les sultans hafsides et les rois d'Espagne et des gravures représentant les batailles les ayant confrontés ;

### Époques ottomane et husseinite
Le grand appartement à droite du patio présente quant à lui une série de mannequins portant des tenues de l'armée ottomane (matelots, amiraux, commandants, etc.), des copies des pavillons et des fanions des troupes marines, des armes de l'époque dont des sabres, des carabines, des pistolets ainsi que les portraits de Dragut et Khayr ad-Din Barberousse ;

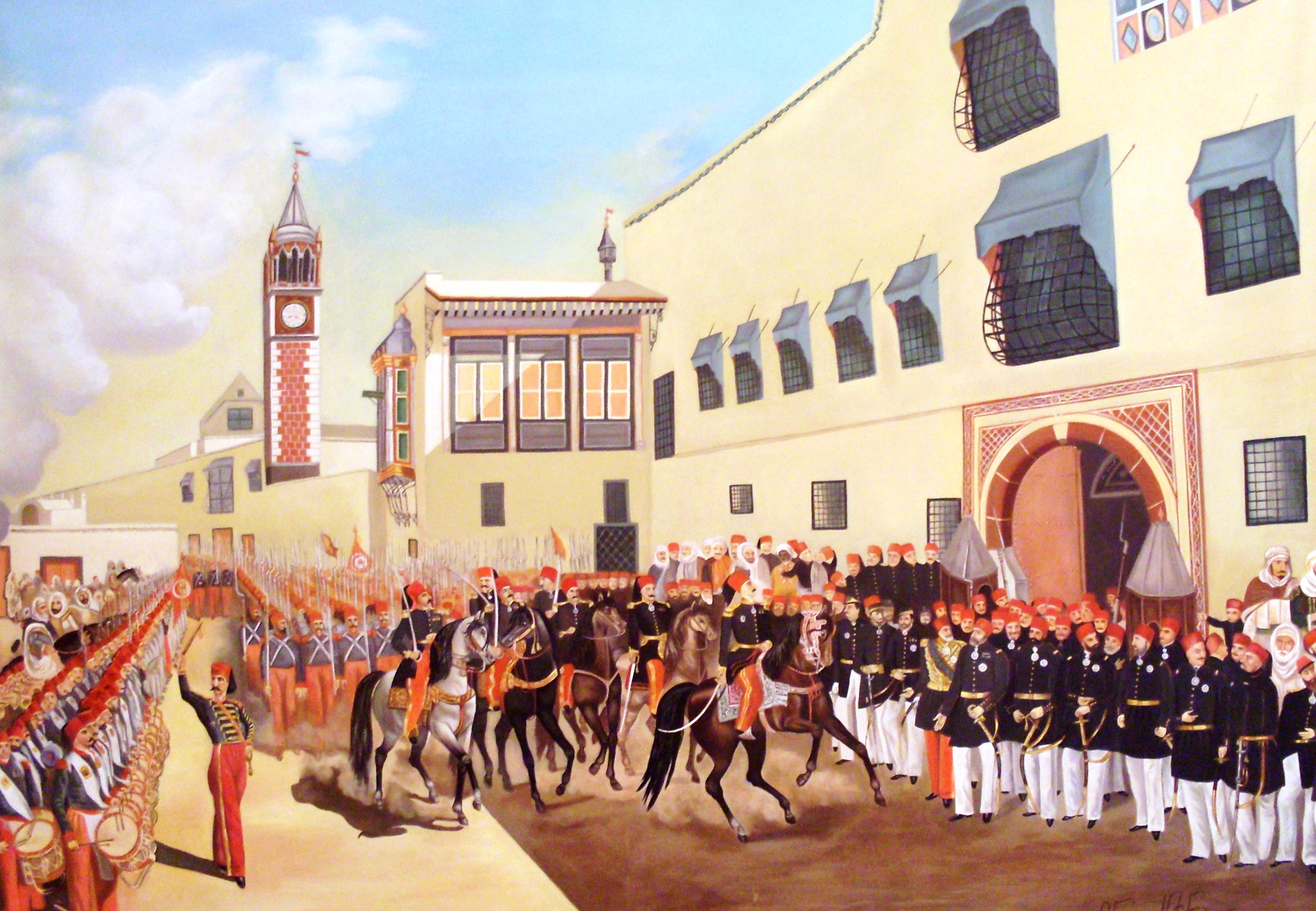
Défilé du contingent tunisien.

Une petite salle abrite plusieurs tableaux à l'huile, illustrant notamment le défilé du contingent tunisien de retour de la guerre de Crimée devant le palais de La Marsa (à l'époque de Mohammed Bey), la tuerie des Jlass en 1864 et des copies des portraits de Kheireddine Pacha et Moncef Bey. Au centre de la salle sont déposés en série des fusils utilisés durant la guerre de Crimée. Dans le couloir débouchant dans la grande salle d'honneur sont exposées une série de tenues militaires de l'époque husseinite et une tenue de bach chater (chef du protocole du bey de Tunis au XIXe siècle) ; une vitrine comporte des armes de fabrication tunisienne sortie des ateliers des familles Jaibi, Zneidi et Serairi, spécialistes à l'époque dans ce domaine, et une mitrailleuse Gatling, offerte en 1875 par la France à Sadok Bey.

### Époque moderne
La collection sur la période de la résistance armée est regroupée dans la grande salle d'honneur qui accueille une série de tenues des résistants (fellagas) du mouvement de libération nationale ainsi que des photos des principaux résistants et des extraits de journaux relatant les évènements de l'époque.
Cette salle comporte également des photos du premier noyau de l'armée tunisienne créée le 24 juin 1956, avec celles des premières promotions issues de Saint-Cyr.
L'époque contemporaine est illustrée par une série de salles séparées de l'aile gauche du palais et qui sont réservées successivement aux insignes des écoles militaires et des corps de l'armée, aux tenues et aux armes contemporaines. Les missions de l'armée à l'étranger, notamment en Égypte, au Congo, au Cambodge et en Somalie sont présentées. Enfin, deux salles sont réservées pour la marine via des maquettes et des illustrations de la flotte nationale et du matériel de navigation utilisé.